# シェルガーデン
株式会社シェルガーデン（英: SHELL GARDEN CO.,LTD.）は、関東地方を中心に高級食品スーパーマーケットチェーン『ザ・ガーデン自由が丘』を展開する企業。ヨーク・ホールディングスの子会社。

## 概要
「高質食品スーパーマーケット」をコンセプトとし、地方名産品やワインなどを重点的に取り扱う食品スーパーである。目黒区自由が丘で単独路面型食品スーパーとして創業したが、近年では商業施設や駅ビルへのテナント出店が多い。
1966年（昭和41年）12月に、シェル石油（現・出光興産）、島商、国分の合弁により、ドライバーを対象とした新しい概念の複合サービス提供（給油所、高級スーパーマーケット、コーヒーショップ）を目的に設立され、自由が丘のシェル石油給油所に併設して「スーパーマーケット シェルガーデン」が開店した。なお、島商は日本橋で菜種油や灯油、蝋燭を扱っていた油問屋であり、創業は江戸時代（享保年間）まで遡る。
1983年（昭和58年）1月、従来の企業の物販事業を独立させる形で会社が設立され、同年5月には西友と業務提携を結び、閉鎖したガソリンスタンドの跡地に「ルノートル」と「ブイトーニ」を併設した新業態の「食品専門館」として再発足した。1986年（昭和61年）3月に西武百貨店グループに参入し、1989年（平成元年）3月には西友よりハウディ西武白金店、西武百貨店よりハウディ西武広尾店の営業移管を受け、シェルガーデンとして自由が丘店と合わせた3店舗の体制となった。1995年（平成7年）に西武百貨店が約3分の2を出資するとともに、池袋店に出店して店名を「ザ・ガーデン自由が丘」に変更している。

### 2000年以降
2001年（平成13年）に西武百貨店とそごうが経営統合し、株式会社ミレニアムリテイリングとなった後は、そごうへ出店を進めた。
2006年（平成18年）に、ミレニアムリテイリングがセブン&アイ・ホールディングス傘下となり、東北・北関東地方を中心に店舗展開するヨークベニマルと業務提携を開始するなど効率化を図り、セブン&アイ各社共通のプライベートブランドである「セブンプレミアム」製品を取り扱い、各種キャンペーンも共同で展開する。
2009年（平成21年）のミレニアムリテイリングと西武百貨店の合併後は、そごう・西武の完全子会社となった。西友の店舗から転換した西武百貨店内の大津店は閉店し、西友との関係は解消された。2009年に西友と競合する立地にあるイトーヨーカドー武蔵小金井店内に出店し、電子マネーnanacoやセブン銀行ATMも一部の店舗に導入した。
2020年（令和2年）4月30日に、セブン＆アイグループの食品スーパー事業再編に合わせて、そごう・西武に10パーセントの株式を残してセブン&アイ・ホールディングスの直接子会社へ移行した。
2024年（令和6年）4月、本店を東京都目黒区自由が丘二丁目23番1号から東京都千代田区二番町8番地8に移転（同年2月の自由が丘店閉店による）。同年5月に本部を東京都品川区南大井六丁目27番18号に移転。
2025年（令和7年）2月、組織再編に伴い2024年10月11日に設立されたヨーク・ホールディングスの子会社へ移行した。

## 店舗
商業施設の1フロアを占有する大型店から、品目を絞る一方で営業時間を拡大した小型店まで、複数の業態の店舗が存在する。生鮮三品をそれぞれ専門の他社に委託する店舗や、生鮮を含む集中レジ業務を商業施設から請け負う店舗もある。店内厨房の調理運営は株式会社ブッツ・デリカテッセンが受託している。

### 千葉県
- 千葉店（そごう千葉店地下1階）
- ペリエ津田沼店（ペリエ津田沼・駅改札内）

### 埼玉県
- 浦和店（アトレ浦和1階）
- 大宮店（そごう大宮店地下1階 食品館エブリデイ内）
- グランエミオ所沢店（グランエミオ所沢1階）
- 西武所沢店ダイドコグロッサリー（西武所沢S.C.地下1階（ザ・ガーデンの屋号は使用せず西武の食品売場「DAIDOCO」名義）[7]
- 新越谷店（新越谷ヴァリエ内）

### 東京都
- 目黒店（アトレ目黒1・2階）
- 恵比寿店（アトレ恵比寿西館地下1階）
- 上野店（アトレ上野1階）
- 荻窪店（ルミネ荻窪店地下1階）
- 立川店（ルミネ立川店地下1階）
- 中村橋店（Emio中村橋内）
- 国立店（nonowa国立WEST内） - 道路に面した店舗と改札前の店舗の二つに分かれて営業。
- 錦糸町店（テルミナ地下1階）
- 木場店（イトーヨーカドー木場店専門店街1階）- 2023年11月1日、シェルガーデン初のテナント形式によって出店[8]。
- 大森店（イトーヨーカドー大森店専門店街1階）- 2024年1月25日、オープン[9]。

### 神奈川県
- 東戸塚店（西武東戸塚S.C.・オーロラモール棟1階）
- 大船店（ルミネウィング テーブルスパイス地下1階）

## 閉店した店舗
- 広尾店（広尾ガーデンヒルズ） - 2014年（平成26年）4月30日閉店[10]
- 白金台店（クレール白金台） - 2013年（平成25年）8月4日閉店[11]
- 大津店（大津西武） - 2009年（平成21年）7月26日閉店
- 富山店（富山西武） - 2006年（平成18年）3月31日閉店
- 池袋ISP店（池袋ショッピングパーク） - 2007年（平成19年）2月15日閉店
- 渋谷店（西武渋谷店B館） - 2007年（平成19年）1月9日閉店
- ザ・ガーデンプラス渋谷店（西武渋谷店A館） - 2011年（平成23年）1月閉店（→西武食品館）
- 新宿店（マイシティ） - 2006年（平成18年）9月30日閉店
- 新所沢店（パルコ）
- 成城店（プラティア）
- 武蔵小金井店（イトーヨーカドー武蔵小金井店地下1階） - 2015年（平成27年）3月8日閉店[12]
- 柏店（そごう柏店地下1階 食品館エブリデイ内）- 2016年（平成28年）9月30日閉店（そごう柏店閉店に伴う）[13]
- 吉祥寺店（吉祥寺パルコ地下1階）- 2017年（平成29年）1月9日閉店。元々は2001年に吉祥寺ロンロン（後のアトレ吉祥寺）2階に開店した店が前身。2016年にパルコに移転したが、開店後一年未満で撤退した。現在のアトレ吉祥寺の区画には同業の紀ノ国屋がある。[14]
- 筑波店（西武筑波店1階） - 2017年（平成29年）2月28日閉店（西武筑波店閉店に伴う）、茨城県内から撤退[15]
- 町田店（ルミネ町田店1階） - 2017年（平成29年）3月31日閉店[16]
- 船橋店（西武船橋店地下1階）- 2018年（平成30年）2月28日閉店（西武船橋店閉店に伴う）
- 川越店（アトレ川越地下1階）- 2018年（平成30年）3月25日閉店
- 川崎店（川崎アゼリア地下1階）- 2019年（平成31年）1月25日閉店[17][18]
- 田無店（Emio田無1階）
- 東小金井店（nonowa東小金井EAST内）
- 池袋店（西武池袋本店地下2階）- 2024年（令和6年）1月31日閉店[19]。
- 自由が丘店（登記上の本店所在地）- 2024年（令和6年）2月25日を以って閉店[20]。
- 大宮大門店（大宮門街1階）2024年（令和6年）閉店
- 代官山店（フォレストゲート代官山地下1階）- 2024年（令和6年）7月26日閉店[21]。
- 横浜店（そごう横浜店地下2階）- 2024年（令和6年）7月31日閉店
- ペリエ千葉店（ペリエ千葉エキナカ3階）- 2025年（令和7年）1月29日閉店

## その他の店舗
- 西武秋田店に隣接する商業施設「フォンテAKITA」の地階にあった「ザ・ガーデン自由が丘・西武」は、2010年10月を以って閉店したイトーヨーカドー秋田店の食品フロアを継承した東北唯一の店舗「ザ・ガーデン自由が丘・西武秋田店」として開業した[22]。2013年9月には、そごう・西武に移管され、西武秋田店との一体運営となるが、売上不振で2021年2月末で閉店した[23]。
- 「ザ・ガーデン」の名称を使用しないが、百貨店の食品館としてそごう・西武と共同で運営する店舗も存在する。公式ウェブサイトが案内する「ザ・ガーデン」の店舗数と、会社が公表する全店舗数に差異がある。
- 「ヨークフーズ with ザ・ガーデン自由が丘」は（株）イトーヨーカ堂が運営するヨークフーズの店舗であり、2022年10月に「ヨークフーズ中野店（旧イトーヨーカドー食品館　中野店）」をリニューアルしオープンした。グループ内協業の一環でシェルガーデンが一部の商品調達に関わるが、運営主体は（株）イトーヨーカ堂である。

## 電子マネー・クレジットカード・ポイントカード・商品券
店舗ごとの条件により、利用可能な電子マネー、商品券が異なる。セブン&アイグループの電子マネー・nanacoは一部店舗で対応（ただし、レジでのチャージは非対応）。
- クレジットカードは、ほぼすべての国際ブランドが各店で利用可能で、銀聯は一部店舗のみである。ビューカードのみ、ルミネやアトレ内で30,000円未満をサインレスで決済可能である。
- 独自のポイントカードはなく、入居先に準ずる。西武およびそごう内の店舗では、他の食品売場同様に1%のクラブ・オン／ミレニアムポイントが付与される（税抜き1,000円以上）。「年間お買い上げ額」としても加算され、バースデーポイントも付与対象である。その他、「ワインクラブ」なるワインを購入しスタンプを貯めるとワインの値引きを受けられることが出来る制度が存在し、各店間で相互利用可能（DAIDOCO店は除く）。また、店舗によっては買い物レシートを集めるとお買い物券をプレゼントするキャンペーンを定期的に開催している。
- 商品券は、入居先施設の条件に準ずるほか「セブン&アイ共通商品券」を使用できる。「全国百貨店共通商品券」・「西武百貨店商品券」・「そごう商品券」は西武百貨店およびそごう内に出店している店舗でのみ使用可能。